# Athena Eizou
Athena Eizou es un estudio de cine pornográfico japonés.

## Información
Athena Eizou fue fundada el 21 de diciembre de 1981 por el director de cine rosa Tadashi Yoyogi y Hikaru Kitoh. El mercado de vídeo doméstico y VCR en Japón era aún muy pequeño en aquella época y Yoyogi, que ha sido descrito como el "Padre del vídeo para adultos japonés", había producido su primer vídeo para adultos apenas un mes antes. Sin embargo, el público japonés del entretenimiento para adultos ya se estaba alejando de las películas rosas y Athena Eizou y Yoyogi tuvieron éxito.
La primera estrella de la empresa fue Kyōko Aizome, considerada la "primera actriz porno hardcore de Japón", que apareció en varios de los primeros lanzamientos de la década de 1980. En la década siguiente, la actriz de "grandes pechos" Mariko Morikawa debutó en el sector audiovisual de la mano de Athena con el lanzamiento de julio de 1994 de Tits Way Too Huge.
En 2010, la empresa, con sede en el barrio tokiota de Shibuya, contaba con un capital de 10 millones de yenes (unos 100 000 dólares). Athena Eizou gestiona un sitio web Athena Online desde abril de 2003, con una audiencia derivada en un 84% de Japón y un 12% de China. El sitio web tiene vídeos disponibles por correo y por descarga directa, incluidas varias obras de los primeros años de la empresa. La empresa produce unos siete u ocho nuevos lanzamientos al mes en DVD.

## Organización

### Sellos
Algunos de los sellos en los que queda organizado Athena Eizou son:
- Athena
- Directors

### Directores
Varios directores han trabajado con la compañía a lo largo de los años, como:
- Tadashi Yoyogi
- Hikaru Kitoh
- Mitchel
- Eitaro Onuma
- Katsuya Ichihara
- Takehiro Yasuda

### Actrices
Algunas AV Idols del porno japonés que han actuado para el estudio Athena Eizou han sido:
- Kyōko Aizome
- Eri Kikuchi
- Yumika Hayashi
- Mariko Morikawa
- Hitomi Shiraishi
- Aki Tomosaki
- Akira Watase